# 大安线
大安線（朝鲜语：／ Taean sŏn */?）是朝鮮民主主義人民共和國的一條鐵道線路，站點為南浦特别市的江西站到平南大安站。

## 路线概况
- 距离：11.7km
- 车站数：2
- 轨距：1435mm
- 电气化区间：直流3kV
- 复线区间：无